# Julius Katchen
Julius Katchen (15 august 1926, Long Branch, New Jersey - 29 aprilie 1969, Paris) a fost un pianist concertist american, de origini ruso-evreiești, stabilit la Paris, care a înregistrat integrala compozițiilor pentru pian solo de Johannes Brahms.